# Lycaeides argyropeza
Lycaeides argyropeza är en fjärilsart som beskrevs av Szabó 1956. Lycaeides argyropeza ingår i släktet Lycaeides och familjen juvelvingar. Inga underarter finns listade i Catalogue of Life.